# Smiljan
Smiljan (uttal: [smîʎan]) är en ort i Kroatien. Orten har 418 invånare (2011) och är belägen i stadskommunen Gospić i Lika-Senjs län. 
Smiljan är framförallt känd som vetenskapsmannen Nikola Teslas födelseort, då en del av kejsardömet Österrike.

## Nikola Tesla-museet
I samband med att det var 150 år sedan Nikola Tesla föddes i Smiljan öppnades den 10 juli 2006 ett museum i hans födelseort. Museet utgörs av Nikola Teslas födelsehus samt en mindre närliggande serbisk-ortodox kyrka.